# الصيد (فلم)
الصيد (بالدنماركية: Jagten) هو فيلم درامي دنماركي أُصدر في 2012. من إخراج توماس فنتربيرغ وبطولة مادس ميكلسن. تدور أحداث القصة في قرية دنماركية صغيرة خلال فترة عيد الميلاد حول رجل يصبح هدفاً لهستيريا جماعية بعد أن تم اتهامه ظلماً بالتحرش جنسياً بطفلة صغيرة.
عُرض الفيلم في مهرجان تورونتو السينمائي الدولي 2012 وشارك في مهرجان كان السينمائي لعام 2012 حيث فاز مادس ميكلسن بجائزة أفضل ممثل عن دوره في الفيلم. فاز أيضا بجائزة المجلس الشمالي للفيلم. تم اختيار الفيلم ليكون ممثل دولة الدنمارك لأفضل فيلم بلغة أجنبية في حفل توزيع جوائز الأوسكار السادس والثمانون،حيث نجح بالوصول إلى القائمة النهائية للمرشحين . تم ترشيح الفيلم لنفس الفئة أيضا في جوائز الغولدن غلوب 2013.

## القصة
لوكاس هو أحد سكان إحدى البلدات الدنماركية الصغيرة، يعمل في روضة الأطفال المحلية. يكافح لوكاس من أجل الحفاظ على علاقته مع إبنه الوحيد بسبب عدوانية زوجته السابقة، ولكنه يستمتع بالتفاعل مع أطفال الحضانة التي يعمل بها. لاحقا، تبدي زميلته ناديا بعض المشاعر نحوه، لتنتقل في النهاية للسكن معه.
تقوم تلميذته كلارا، ابنة صديق لوكاس المقرب ثيو، بإتهام لوكاس ظلما بأنه عرض نفسه عليها بطريقة غير لائقة؛ بعد أن قام بأرجاع هدية كانت قد قدمتها كلارا له سابقا، تقدم كلارا شهادة غير واضحة ضد لوكاس لطاقم الروضة، حيث تقوم بخلط الأمر بحادثة الأخرى كانت قد حدثت في السابق حين عرض أخوها الأكبر صورة إباحية كمزحة. تقوم مديرة الحضانة بسؤال كلارا أسئلة إيحائية غير مباشرة خلال التحقيق اللاحق، حيث تبدو المديرة واثقة بأن كلارا لم تكذب وأن لوكاس تصرف بطريقة غير لائقة جنسيا معها. تزداد الأمور حدة عندما يصدق جميع أفراد المجتمع رواية المديرة، ويقومون بغض النظر عن تعليقات كلارا المناقضة لاحقا بحجة أنها في مرحلة الإنكار بسبب الصدمة التي تعرضة لها.
نتيجة لذلك، يقاطع معظم أفراد البلدة لوكاس بأعتباره متحرش جنسي. تتحطم صداقته مع ثيو والضغط الواقع عليه يتسبب بأنفصاله عن ناديا، بينما يقوم الجميع بتجنب إبنه. يقوم طاقم الروضة بسؤال الأطفال حول إذا ما كان لوكاس قد أساء معاملتهم بطريقة غير مناسبة، فيدعي بعض الأطفال أن لوكاس قد أساء معاملتهم داخل قبو منزله مع ذكر تفاصيل ذلك القبو، الأمر الذي يوفر للوكاس حجة دفاع قوية وذلك لأن منزله لا يوجد فيه قبو. بعد جلسة الإستماع، يُطلق سراح لوكاس دون تهم.
على الرغم من ذلك، مقاطعة لوكاس تتحول إلى عنف حيث يجد كلبه فاني مقتول وملقىً أمام باب منزله، يرمى حجر على نافذة منزله، ويتم ضربه من قبل موظفي محل البقالة بسبب محاولته شراء الطعام.
خلال عشية عيد الميلاد يواجه لوكاس ثيو خلال التجمع في الكنيسة، الأمر يزيد من تعاطف ثيو معه. لاحقا في تلك الليلة، يسمع ثيو إبنته تعتذر للوكاس عما حصل إثناء خلودها للنوم، يدرك ثيو بأن صديق طفولته بريء من هذه الإتهامات، فيقوم بزيارة لوكاس في منزله مصطحبا معه بعض الطعام والشراب آملا بأن يسامحه لوكاس عما حصل.
بعد مرور سنة، يَخف التوتر في المجتمع. لوكاس وناديا في علاقة مرة أخرى، وتم قبول إبنه كعضو بالغ في مجتمع الصيد المحلي. في رحلة صيد من أجل الأحتفال بهذه المناسبة، ينفصل لوكاس عن جماعته متجولا في الغابة، فأذا بشخص ما يطلق النار على لوكاس دون إصابته. غير قارد على الرؤية بسبب موقع الشمس، لا يستطيع لوكاس التعرف على مطلق النار، الذي يذخر بندقيته ويهرب.

## طاقم التمثيل
- مادس ميكلسن بدور لوكاس
- الكسندرا رابابورت بدور ناديا، صديقة لوكاس
- توماس بو لارسن بدور ثيو، صديق لوكاس المقرب
- سوث وولد بدور غريث
- لارس رانيث بدور بروون، صديق لوكاس
- آن لويس هاسينغ بدور أغنيس، زوجة ثيو
- أنيكا ويدركوب بدور كلارا، ابنة ثيو

## الإصدار
عُرض الفيلم لأول مرة في مهرجان كان السينمائي لعام 2012، حيث كان أول فيلم سينمائي دانماركي يشارك في المنافسة الرئيسية منذ 1998. فاز مادس ميكلسن بجائزة أفضل ممثل في مهرجان كان. أصدرت الشركة الموزعة الفيلم في الدنمارك في 10 يناير، 2013. تم إصدار الفيلم على أسطوانات DVD وBlu-ray في 7 مايو، 2013.

## الاستقبال النقدي

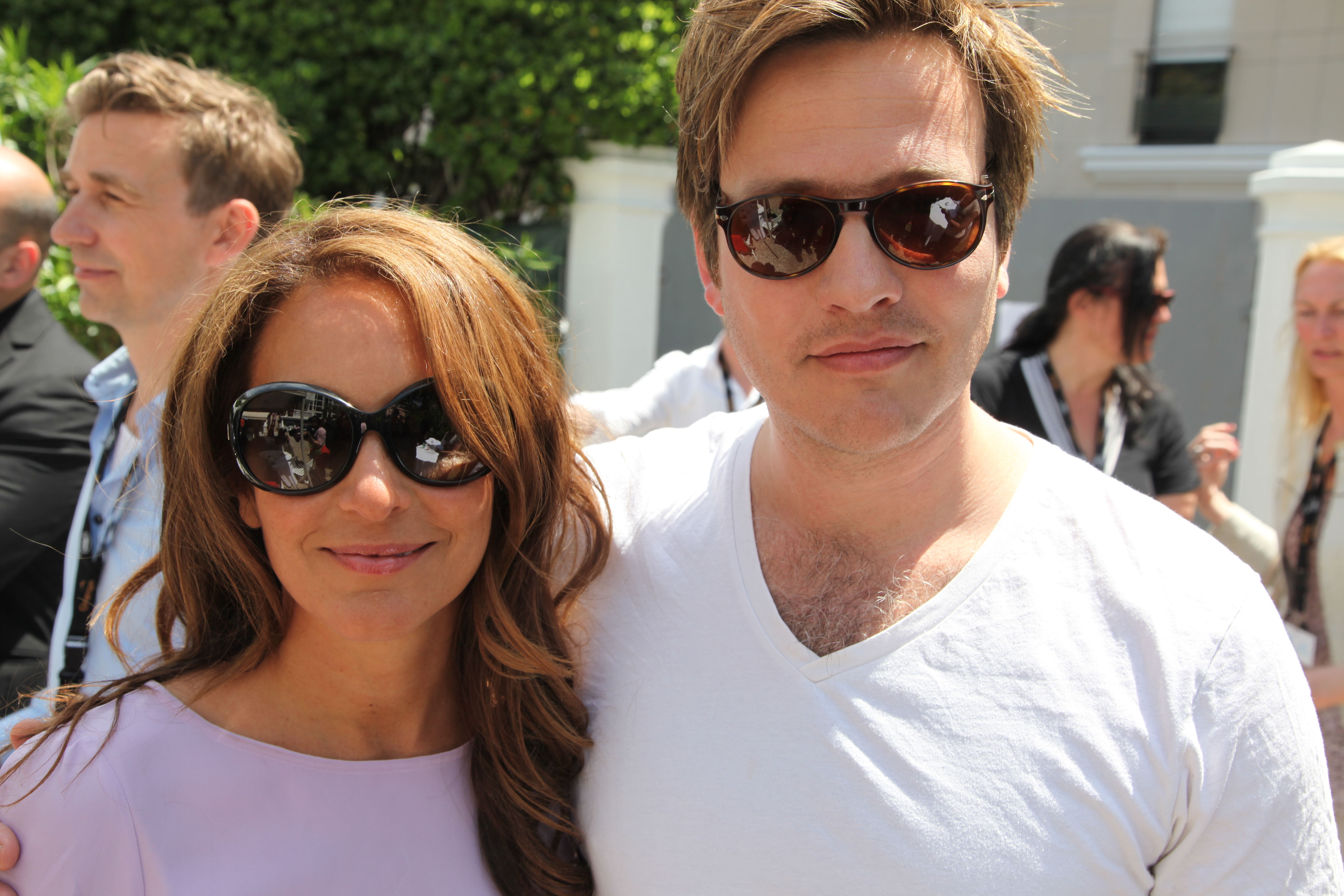
توماس فنتربيرغ والكسندرا رابابورت في مهرجان كان السينمائي 2012

تلقى الفيلم مراجعات إيجابية جداً من قِبل النقاد. حصل على نسبة 93% على موقع الطماطم الفاسدة بناءً على 105 مراجعة. كان الإجماع النقدي للموقع: "مشوق، مكتوب بذكاء، مُرتكز على أداء ممتاز من مادس ميكلسن، Jagten يطرح أسئلة صعبة -- ولكن لديه الجرأة على مواجهة الإجابات وجهاً لوجه."

### الجوائز والترشيحات
- جائزة الأوسكار لأفضل فيلم بلغة أجنبية
- جائزة الغولدن غلوب لأفضل فيلم بلغة أجنبية
- جائزة البافتا لأفضل فيلم بلغة أجنبية
- جائزة السينما المستقلة البريطانية لأفضل فيلم مستقل بلغة أجنبية (فاز بها)
- جائزة اختيار النقاد للأفلام لأفضل فيلم بلغة أجنبية
- تلقى الفيلم 5 ترشيحات في حفل توزيع جوائز الأفلام الأوروبية في ديسمبر 2012. أفضل فيلم، أفضل مخرج، أفضل ممثل، أفضل كاتب سيناريو، أفضل محرر، حيث حاز ميكلسن على جائزة أفضل ممثل.
- ترشح الفيلم لـ 4 جوائز مختلفة في مهرجان كان السينمائي 2012، حيث حصل على 3 جوائز كان أهمها جائزة أفضل ممثل التي حاز عليها مادس ميكلسن.
- جائزة ستالايت لأفضل فيلم بلغة أجنبية
- جوائز الروح المستقلة لأفضل فيلم بلغة أجنبية
- جائزة المجلس الوطني للمراجعة لأفضل خمس أفلام أجنبية في 2013 (فاز بها)
- جائزة المجلس الشمالي لأفضل فيلم (فاز بها)

## وصلات خارجية
- الموقع الرسمي
- مقالات تستعمل روابط فنية بلا صلة مع ويكي بيانات